# Miguel Febres Cordero
Francisco Luis Florencio Febres Cordero Muñoz, in religione fratel Michele (Cuenca, 7 novembre 1854 – Premià de Mar, 9 febbraio 1910), è stato un religioso ecuadoriano della congregazione dei Fratelli delle scuole cristiane; svolse il suo apostolato prevalentemente nel campo dell'insegnamento. Beatificato nel 1977, fu proclamato santo da papa Giovanni Paolo II il 21 ottobre 1984.

## Biografia
Francisco nacque storpio da una famiglia ecuadoriana della ricca borghesia e non fu in grado di stare in piedi fino all'età di cinque anni. 
Nel 1864 entrò in una scuola lasalliana e successivamente entrò nel noviziato il 24 marzo 1868; fu il primo ecuadoriano ad essere ricevuto nell'Istituto.
Miguel, il nome che assunse dopo essere diventato un frate lasalliano, decise di perseguire l'insegnamento come una carriera. Svolse anche attività di ricerca e di studio sulla letteratura e sulla linguistica, che gli valse l'iscrizione all'Accademia ecuadoriana di lettere nel 1892, seguita dalle Accademie di Spagna, Francia e Venezuela.
Nel 1907 frate Miguel fu inviato in Europa per tradurre testi in spagnolo, che dovevano essere utilizzati da Fratelli delle Scuole Cristiane che erano stati esiliati dalla Francia. Dopo essersi ammalato in Belgio, nel 1909 fu trasferito al noviziato di Premià de Mar.
Poco dopo, morì di polmonite a Premià de Mar.

## Culto
Beatificato da papa Paolo VI il 30 ottobre 1977, papa Giovanni Paolo II lo ha proclamato santo il 21 ottobre 1984.
Il suo elogio si legge nel Martirologio Romano al 9 febbraio
(Martirologio Romano)